# Покрени се!
„Покрени се!“ је девети студијски и једанаести албум групе Парни ваљак, сниман и миксован у загребачком студију „Сим“ у лето и јесен 1985. године. Албум је исте године објављен под издавачком лиценцом Југотон. Аутор свих песама је Хусеин Хасанефендић. Као гости, на овом издању се појављују Невен Франгеш који је свирао клавир у песми „Стојим већ сатима“, Маргита Стефановић која је одсвирала клавијатуре на свим осталим песмама, Драго Млинарец који је певао у песми „Иду дани“, и Мирослав Седак Бенчић који је свирао саксофон.
Хрватска издавачка кућа Croatia Records је 1996. године објавила реиздање овог албума.

## Списак песама
1. „Угаси ме“ – 3:06
2. „Ову ноћ“ – 4:53
3. „’Ајде играј“ – 3:15
4. „Ван времена“ – 6:00
5. „Гледам је док спава“ – 4:20
6. „Покрени се!“ – 3:00
7. „Иду дани“ – 2:20
8. „Стојим већ сатима“ – 2:00
9. „Малена“ – 6:00